# 中武哲也
中武哲也（日语：中武 哲也，1979年—），日本男性動畫製作人。株式會社JOEN代表董事、株式會社WIT STUDIO董事。出身於茨城縣鹿市。

## 來歷
2000年從娛樂媒體總合學院畢業後，加入Production I.G。曾製作過《御伽草子》、《雙面騎士》、《東京糖衣巧克力》、《RD 潛腦調査室》、《戰國BASARA》、《只想告訴你》、《罪惡王冠》等多部動畫。
2012年6月1日，與和田丈嗣以及Production I.G第6組的其他人員獨立成立了WIT STUDIO。
公司成立後，作為動畫製作人製作了動畫《進擊的巨人》。
2022年5月30日就任株式會社JOEN代表董事。

## 人物
他很欣賞為《REDLINE》和《追殺比爾》製作了動畫部分的石井克人，開始思考很想要像石井一樣創作情感作品，而進入了動畫行業。進入動畫行業數年之後，他表示很高興有機會與石井克人合作。

## 參加作品

### 電視動畫
2004年
- 御伽草子

2006年
- 雙面騎士 ～Le Chevalier D'Eon～

2007年
- 特攝片之吻
- 夢玉奇談

2008年
- RD 潛腦調査室

2009年
- 只想告訴你
- 戰國BASARA

2010年
- 戰國BASARA貳
- 只想告訴你 2ND SEASON

2011年
- 白兔玩偶
- 罪惡王冠

2013年
- 進擊的巨人

2014年
- 鬼燈的冷徹

2015年
- 翻轉☆少女
- 終結的熾天使

2016年
- 甲鐵城的卡巴內利

2017年
- 進擊的巨人 Season 2

2022年
- SPY×FAMILY間諜家家酒

### 電影動畫
2005年
- 劇場版 TSUBASA翼·年代紀：鳥籠國的公主

2011年
- 劇場版 戰國BASARA -The Last Party-

2013年
- HAL

2014年
- 劇場版 進擊的巨人 前篇 ～紅蓮的弓矢～

2015年
- 劇場版 進擊的巨人 後篇 ～自由之翼～
- 屍者的帝國

2022年
- 泡泡

### OVA
2007年
- 東京糖衣巧克力

### 網路動畫
2022年
- 釋雪二藍

### 遊戲影片
2002年
- 命運傳奇2

2003年
- 交響曲傳奇

2006年
- 音速小子 滑板競速（日语：ソニックライダーズ）

2014年
- 時空幻境 群星傳奇（日语：テイルズオブアスタリア）

## 相關項目
- WIT STUDIO
- Production I.G
- 娛樂媒體總合學院（日语：アミューズメントメディア総合学院）
- 和田丈嗣
- 進擊的巨人

## 外部連結
- 中武哲也的X（前Twitter） （日語）